# 牛仁亮
牛仁亮（1953年—），男，山西万荣人，中华人民共和国政治人物。

## 生平
1974年，进入山西师范学院，后考入中国社科院研究生院。1991年，供职于中共中央办公厅、南方证券有限公司发展研究部。1999年，升任山西省委副秘书长。2000年，升任山西省发展计划委员会主任。2002年，任山西省人民政府副省长。2013年1月，被选为山西省人大常委会副主任。2013年2月不再担任山西省副省长。2017年1月，辞任山西省人大常委会副主任。